# センゲリンチン
センゲリンチン（モンゴル語: ᠰᠡᠩᠭᠡᠷᠢᠨᠴᠢᠨ, Сэнгэринчен; 満州語: ᠰᡝᠩᡤᡝᡵᡳᠨᠴᡳᠨ, ラテン文字転写: senggerincin、漢字表記：僧格林沁、嘉慶16年（1811年） - 同治4年4月24日（1865年5月18日））は、清の軍人。モンゴル人。
1811年に内モンゴルホルチン左翼後旗（現・通遼市）にて生誕。チベット語でセンゲは「獅子」、リンチンは「宝」の意味。ボルジギン氏で、『蒙古世系』によるとチンギス・カンの次弟ジョチ・カサルの26代の子孫に当たるという。

## 生涯

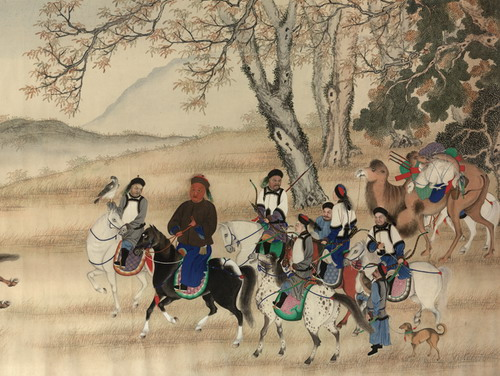
僧忠親王行猎図巻

センゲリンチンは一族の中でも傍流の出身であったが、道光5年（1825年）にホルチン左翼後旗の旗長であったサドナンドルジ（索特納木多布済）が男子の無いまま没すると、一族の中で儀容と儀表の両方に優れていたセンゲリンチンが養子に迎えられ、ホルチン郡王位を継ぐ。養父は嘉慶帝の皇女である荘敬和碩公主を妃としていたことから宮廷からの信任が厚く、その後継者のセンゲリンチンに対しても特別な待遇が与えられ、道光14年（1834年）には御前大臣の位を授けられた。
咸豊3年（1853年）、天津南郊で太平天国の北伐軍を撃破した。咸豊5年（1855年）、山東省の馮官屯で太平天国の李開芳軍を全滅させ、李開芳を捕えた。同年には親王に封ぜられている。
咸豊7年（1857年）、アロー戦争が勃発すると天津防衛の欽差大臣に任命され、咸豊9年（1859年）には大沽砲台の戦いでイギリス・フランス連合軍を破った。しかし翌10年（1860年）に天津が陥落し、彼が率いるモンゴル騎兵軍は通州に撤退した上に通州の八里橋の戦いで英仏連合軍に惨敗しモンゴル騎兵軍は全滅、これにより英仏連合軍は北京に侵攻し、円明園が破壊された。敗北の責任を問われセンゲリンチンは爵位を失ったが、欽差大臣の職には留り、アロー戦争が終結すると爵位も回復した。
同年9月、直隷省・山東省一帯で捻軍が蜂起すると掃討に当たり、山東省・河南省・安徽省を転戦した。翌11年に咸豊帝が崩御、同治帝の生母西太后らが辛酉政変を起こすとこれを支持した。同治2年（1863年）に雉河集を攻略して捻軍の首領張楽行を討ち取ったが、甥の張宗禹らが再起したため引き続き捻軍討伐に当たった。
センゲリンチン軍は苗沛霖軍・劉徳培率いる信和団・宋継鵬率いる文賢教・郜永清率いる白蓮教を壊滅させるなど、清朝の精鋭部隊であり彼自身も将士を愛する人物であったが、軍規には厳しく些細な事で提督を鞭で打ち、役人に無理やり接待された実の息子を処刑しようとしたが、諸将の取りなしによって労役刑に減刑したという。
また、敵軍を徹底的に追い詰めて容赦なく殺害したため、敵軍は民衆から略奪する間もなく逃げ回り、一方の自軍も疲弊する有様であり、『清史列伝』によれば、同治4年（1865年）4月29日には兵の疲労を理由に撤退を命じる上諭が出される程であったと記されている。
だが命令は遅く5日前の24日、山東省曹州荷沢県の高楼寨の戦いで張宗禹・任柱・頼文光率いる捻軍に包囲され部隊は全滅、センゲリンチンは戦死した。53歳没。同治帝と西太后はこれを深く悲しみ、政務を3日間停止し、「忠」の諡号を贈った。また、咸豊帝の廟に併せて祀り、センゲリンチンゆかりの土地全てに「忠親王廟」を建てるように命じた。
センゲリンチンの死後、清朝の軍権は満州人・モンゴル人の八旗から漢人の曽国藩・李鴻章らが組織した湘軍・淮軍のもとに帰すことになった。

## 評価
内外の敵に対して常に決死の覚悟で戦った彼の死は、アヘン戦争以後常に国家存亡の危機にあった清朝にとっては打撃と考えられ、清朝やこれを支持する人々は彼を神として祀って「第二のセンゲリンチン」の到来を期待した。臨朐県にて忠親王廟の碑文を作成した劉清源は彼を関羽・岳飛と並ぶ名将であると記している。